# Ardisia paschalis
Ardisia paschalis är en viveväxtart som beskrevs av J. D. Smith. Ardisia paschalis ingår i släktet Ardisia och familjen viveväxter. Inga underarter finns listade i Catalogue of Life.